# Iván Iglesias Corteguera
Iván Iglesias Corteguera, conegut simplement com a Iván (Gijón, Astúries, 16 de desembre de 1971) és un exfutbolista asturià del planter de l'Sporting de Gijón que va jugar al FC Barcelona des del 1993 fins al 1995.

## Carrera de club
Nascut a Gijón, Astúries, Iglesias va començar a jugar professionalment a l'Sporting de Gijón local. Després de només dues temporades, i només apareixent regularment a la segona d'elles, va ser fitxat pel club de la Lliga FC Barcelona l'estiu de 1993, amb un contracte de cinc anys.
Mai va ser titular indiscutible al Camp Nou; Iglesias va fer 71 aparicions competitives amb el Barça en els seus dos anys. El 8 de gener de 1994 va tancar el marcador del conjunt de Johan Cruyff contra el Reial Madrid, en una victòria a casa per 5-0 en un any en què el Barça finalment va aconseguir el títol de lliga.
Aleshores Iglesias va tornar a l'Sporting per a una altra campanya, apareixent amb moderació, després de la qual cosa va passar al veí Reial Oviedo, on es quedaria quatre anys, sempre a la màxima categoria. Es va retirar el juny de 2002 als 30 anys mentre estava al Rayo Vallecano a la mateixa lliga, per lesions, sumant 230 partits i 21 gols en 11 temporades.
Iglesias va obrir més tard una escola de futbol amb l'antic company de l'Sporting Juanele.

## Palmarès
Barcelona
- La Lliga: 1993–94
- Supercopa d'Espanya: 1994
- Subcampió de la UEFA Champions League: 1993–94